# Давид Дрешај
Давид Дрешај (алб. David Dreshaj; Подгорица, 23. септембар 1999) црногорски је певач.

## Биографија
Рођен је 23. септембра 1999. у албанској породици у Подгорици. Као дете се заинтересовао за музику и похађао музичку школу у Подгорици. Након тога, уписао је Универзитет уметности у Тирани и студирао певање упоредо са часовима клавира и гитаре.

## Контроверзе
Крајем октобра 2024. објавио је музички спот за песму Te Quiero - Je T’Aime у коме полунаге плесачице плешу испред Његошевог маузолеја на Ловћену. Спот је изазвао критике српске јавности која га је назвала непримереним.